# Ipouagui
Ipouagui ou Kopéragui est une localité d'une dizaine d’habitants, située au sud-ouest de la Côte d'Ivoire, et appartenant au département de Soubré, dans le district du Bas-Sassandra. La localité de Ipouagui est un chef-lieu de commune.

## Géographie
Située à 7 km de Soubré, 90 km de Gagnoa, 115 km de San Pédro et 294 km d'Abidjan, la capitale. Le village est proche du Parc national de Taï.
Le village a régulièrement quelques inondations de la rivière Sassandra. Ipouagui se trouve à 150 m d'altitude.
Carte du département de Soubré avec Ipouagui.